# 入山城
入山城（いりやまじょう）、または新山城（あらやまじょう）は、長野県千曲市にある日本の城跡。千曲市指定史跡に指定されている。

## 概要
千曲市新山地区と漆原地区間に位置する標高508メートルの尾根筋に築城された山城である。四十八曲峠を抑える位置にあり、寄合氏や入山氏、横山氏、安藤氏など、信濃村上氏系の諸氏が城主を務めていたものと考えられている。
城跡は、本曲輪を含め5つ曲輪からなる連郭式山城で、周囲には複数の腰曲輪と4条の空堀などが残る。
1987年（昭和62年）1月27日付けで千曲市指定史跡に指定。